# Вильянуэва, Мигель
Мигель Вильянуэва-и-Гомес (исп. Miguel Villanueva y Gómez; 31 октября 1852, Мадрид, Испания — 19 сентября 1931, там же) — испанский государственный деятель, и. о. министра внутренних дел (1901—1902), министр финансов (1916 и 1923) Испании. Председатель Конгресса депутатов Испании (1913—1914, 1916—1919).

## Биография
После получения докторской степени в области права в Мадридского университета, он переехал на Кубу, где возглавил кафедру гражданского права в Гаванском университете.
Начал свою политическую карьеру в качестве советника Гаваны, в 1881 г. был избранны в состав испанской Палаты депутатов от Кубы. Представлял испанскую Либеральную партию. Затем переизбирался в состав парламента с 1901 г. до конца жизни.  
В 1913—1914, 1916—1919 гг. — председатель Конгресса депутатов Испании.
Неоднократно входил в состав правительства Испании:
- 1901—1902 гг. — министр сельского хозяйства, промышленности, торговли и общественных работ,
- 1901—1902 гг. — дважды исполнял обязанности министра внутренних дел,
- июнь-октябрь 1905 г. — министр военно-морского флота,
- 1912—1913 гг. — министр развития,
- 1915—1916 гг. — государственный секретарь (министр иностранных дел),
- февраль-апрель 1916 и апрель-сентябрь 1923 г. — министр финансов.

В январе 1923 г. был назначен послом в Марокко, но не вступил в должность по состоянию здоровья.
Действительный член Королевской академии моральных и политических наук (1929). Также занимал пост президента Центра Риохано в Мадриде.
Похоронен на севильском кладбище Сан-Фернандо в семейном пантеоне.